# Поль Ежен Маглуар
Поль Ежен Маглуар (фр. Paul Magloire; 19 липня 1907 — 12 липня 2001) — гаїтянський військовий правитель країни з 1950 до 1956 року.

## Життєпис
Народився в родині генерала і сам вступив до лав збройних сил 1930 року. Там зробив швидку кар'єру, ставши зрештою начальником поліції Порт-о-Пренса 1944 року.
1946 року взяв участь в успішному перевороті проти режиму президента Елі Леско. Коли 1950 року наступний президент Дюмарсе Естіме намагався продовжити свій термін, Маглуар за допомогою місцевої еліти усунув його від влади.
За часів правління Маглуара Гаїті став улюбленим місцем американських та європейських туристів. Його антикомуністична позиція також сприяла покращенню стосунків з урядом США. Примітно, що він використовував прибутки від продажу кави для відновлення міст, будівництва доріг, громадських будівель та гребель. Він також відкрив інститут виборчого права для жінок.
1954 року, коли ураган «Газел» понівечив гаїтянські населені пункти, а фонди допомоги постраждалим було вкрадено, популярність Маглуара різко впала. 1956 року виник диспут з питання, коли має завершитись його президентський термін. На тлі страйків і демонстрацій Маглуар втік з країни. Коли на пост президента вступив Франсуа Дювальє, він позбавив Маглуара громадянства.
1986 року, коли Малюк Док Дювальє втратив владу, Маглуар повернувся на батьківщину з Нью-Йорка. За два роки він став неофіційним військовим радником. Помер 2001.